# (15428) 1998 SV128
A (15428) 1998 SV128 a Naprendszer kisbolygóövében található aszteroida. A LINEAR projekt keretében fedezték fel 1998. szeptember 26-án.